# 小行星7542
小行星7542（英語：7542 Johnpond）是一颗围绕太阳公转的小行星。1953年4月7日，卡尔·威廉·雷睦斯在海德堡发现了此天体。
这颗小行星的绝对星等为38.56989等。